# زداف فریدریشسهافن
زِداِف فریدریشسهافن آگ، (به آلمانی: ZF Friedrichshafen AG) که به‌اختصار گروه ZF نیز شناخته می‌شود، یک شرکت آلمانی است که به‌‌واسطه طراحی، پژوهش، توسعهٔ فناوری و فعالیت‌های تولیدی خود در زمینه صنعت خودروسازی از شهرت قابل‌توجهی برخوردار است. دفتر مرکزی این شرکت، در شهر فریدریشسهافن آلمان قرار دارد.
از رقبای اصلی زداف میتوان به بوش، کونتیننتال، دنسو و مگنا اشاره کرد.

## تاریخچه
شرکت زداف در سال ۱۹۱۵ توسط فردیناند فون سپلین بنا نهاده شد. فردیناند سپلین مخترع کشتی هوایی بود و از آنجاکه شرکت او یعنی لوفت‌شیفباو سپلین اولین و بزرگترین تولیدکننده کشتی‌های هوایی بود، کشتی‌های هوایی بیشتر سپلین نامیده می‌شدند. فردیناند سپلین ابتدا شرکت زداف را برای تولید جعبه‌دنده برای کشتی‌های پرنده خود بنیان‌گذاری کرد اما به مرور زمان و با به‌دست آوردن تجربه و مهارت در طراحی جعبه‌دنده و سامانه‌های انتقال قدرت، شروع به همکاری با شرکت‌های خودروسازی برای ساخت سامانه‌های انتقال قدرت برای خودروها کرد. از آن زمان تا کنون شرکت زداف از برترین طراحان سامانه‌های انتقال قدرت و جعبه‌دنده در جهان است.

## محصولات

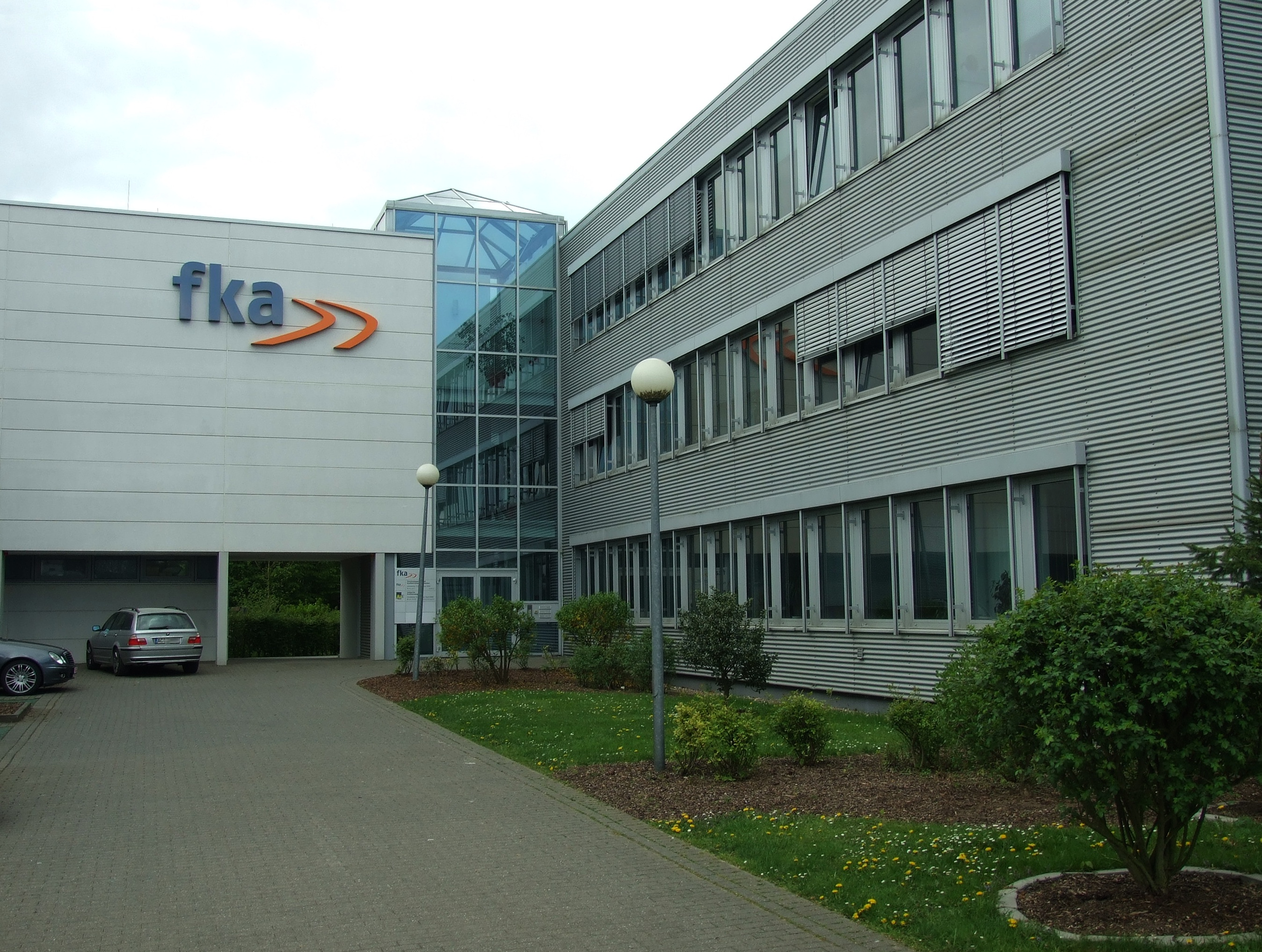
انجمن تحقیقات خودرو آخن (fka)

عمده شهرت زداف به دلیل طراحی و ساخت اکسل و گیربکس کامیون‌ها، اتوبوس‌ها، ماشین‌آلات کشاورزی، توربین‌های بادی و تجهیزات سنگین در جهان می‌باشد. زداف همچنین از تامین‌کنندگان سنسور، (از جمله دوربین، رادار و لایدار) و نرم‌افزار خودرو برای شرکت‌های خودروساز است.
این شرکت برای حضور پرقدرت در بخش نرم‌افزار خودرو و خودروهای خودران، شرکت آمریکایی TRW با حدود ۶۵،۰۰۰ کارمند و کارگر را در سال ۲۰۱۵ به مبلغ تقریبی ۱۳٫۵ میلیارد دلار خریداری کرد. شرکت TRW در زمان خرید، هشتمین شرکت بزرگ تامین کننده قطعات خودرو در جهان بود.
زداف در سال ۲۰۱۹ شرکت وابکو، از برترین تولیدکنندگان ترمز برای خودروهای سنگین را به مبلغ ۷ میلیارد دلار تصاحب کرد.

## نگارخانه
|  |  |